# Grabin (wieś w województwie warmińsko-mazurskim)
Grabin – wieś w Polsce, położona w województwie warmińsko-mazurskim, w powiecie ostródzkim, w gminie Ostróda, przy DK7. 
W latach 1975–1998 wieś administracyjnie należała do województwa olsztyńskiego.
Obecnie we wsi znajduje się przystanek autobusowy, sklep, dwór klasycystyczny z 1879 wraz z pozostałościami wpisanego do rejestru zabytków parku, zabudowania folwarczne z końca XIX wieku.
| SIMC    | Nazwa    | Rodzaj    |
| ------- | -------- | --------- |
| 0485003 | Grabinek | część wsi |

## Historia
Wieś wzmiankowana w 1325, w dokumencie o nadaniu 400 włók dla Grabina, Grabinka, Kiersztanowa, Pacółtowa, Rychnowa i Szyldaka. W czasach krzyżackich wieś pojawia się w dokumentach w roku 1325, podlegała pod komturię w Ostródzie, były to dobra rycerskie o powierzchni 40 włók. Około 1325 r. rycerz Otatz nadał sołtysowi Albertowi 40 włók ziemi na założenie wsi, z 14 latami wolnizny (długi okres wolnizny wskazuje na zakładanie wsi "na surowym korzeniu"). W 1481 r. Urban z Grabina kupił 5,5 włóki od Janicke Burssego. Informacje o działającym młynie we wsi datują się od roku 1493. Młyn istniał do połowy XVI w.
W 1520 r. na wezwanie komtura, w związku z wojną Zakonu z Polska, z Grabina stawiło się trzech właścicieli majątków ziemskich oraz 16 chłopów. W 1540 r. Grabin był własnością Jerzego von Epingena. We wsi mieszka wspomniany dziedzic, sołtys, karczmarz oraz 15 chłopów uprawiających 60 włók ziemi, ponadto sześciu zagrodników i jeden pastuch. W 1543 r. książę Albrech nadał Kasprowi Zedlitzowi prawo do połowu ryb w Jeziorze Kraplewskim. W 1579 r. w Grabinie uprawianych było 50 włók. 14 chłopów osadzonych było na gospodarstwach dwuwłokowych. W tym czasie we wsi było ponadto czterech zagrodników, karczma i kuźnia. W XI wieku w źródłach wymienianych jest trzech właścicieli ziemskich (a więc liczba majątków nie uległa zmianie). Rody Dehle i Demken mieszkały w Grabinie także w wieku XVII. W XVII w. tutejszy kościół był filia parafii w Ostródzie.
W 1710 r. Jan Demken oddał w zastaw 9 włók francuskiemu hugenocie - Janowi Borée. Wspomniany Francuz, za zgodą władz, podjął się budowy szkoły w Grabinie, Grabinku, Okonkach i Szyldaku. W szkle w Grabinie uczyło się 60 dzieci. Od 1809 r. kościół w Grabinie należał do parafii w Kraplewie. W 1783 r. Granin był określany jako wieś dworska i były tu 22 domy. W 1812 r. we wsi stacjonowało 775 żołnierzy i oficerów wojsk francuskich (napoleońskich). Z tego powodu wieś poniosła duże straty. W 1820 r. we wsi mieszkało 150 osób. W kronikach z 1829 r. odnotowano, że właścicielem majątku ziemskiego w Grabinie był Bogusław Kłobukowski. W 1850 r. zbudowano nowy dwór w stylu późnoklasycystycznym. W 1861 r. we wsi mieszkało 266 osób a Grabin obejmował 3055 mórg ziemi. W 1864 r. we wsi mieszkało 331 osób.
W 1939 r. Grabin miał 549 mieszkańców.